# Anolis carolinensis
L'anolide della Carolina (Anolis carolinensis Voigt, 1832) è un sauro della famiglia Dactyloidae, diffuso nel Nuovo Mondo.

## Descrizione

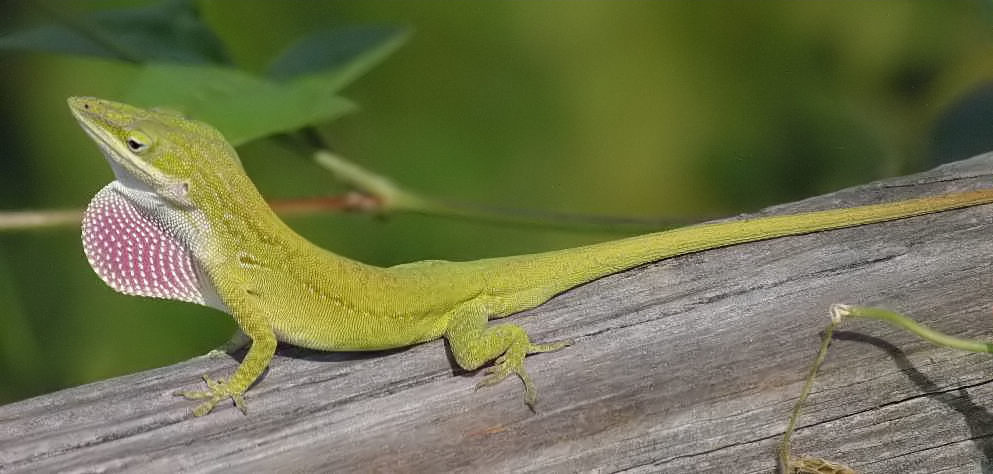

La lunghezza di questi sauri varia da 12 ai 20 cm.
Sia i maschi che le femmine sono dotati di un sacco giugulare (spesso detto gorgiera) di colore rosa che dilatano per difendersi dai rivali.

## Biologia
È una specie arboricola. Si ciba di insetti. Di giorno si scalda al sole, arrampicandosi spesso sulle fronde delle palme, sui tronchi d'albero o sui muri grazie ai grossi cuscinetti che possiede sotto le dita; di notte dorme nei cespugli.

### Riproduzione
Gli anolidi della Carolina sono ovipari. Durante il periodo dell'accoppiamento, il maschio espande la propria gorgiera per attrarre a sé le femmine grazie ai suoi colori. Le femmine riproducono un uovo alla volta, a frequenti intervalli, durante tutta la stagione riproduttiva.

## Distribuzione e habitat
Diffuso nelle due Americhe si può trovare principalmente nella zona sud-orientale degli Stati Uniti d'America, prendendo di conseguenza il nome dallo stato americano della Carolina del Sud.